# Alloway (Nova Jérsei)
Alloway é uma Região censo-designada localizada no estado americano de Nova Jérsei, no Condado de Salem.

## Demografia
Segundo o censo americano de 2000, a sua população era de 1128 habitantes.

## Geografia
De acordo com o United States Census Bureau tem uma área de 
18,5 km², dos quais 18,0 km² cobertos por terra e 0,5 km² cobertos por água. Alloway localiza-se a aproximadamente 33 m acima do nível do mar.

## Localidades na vizinhança
O diagrama seguinte representa as localidades num raio de 16 km ao redor de Alloway. 